# Bur man laimi

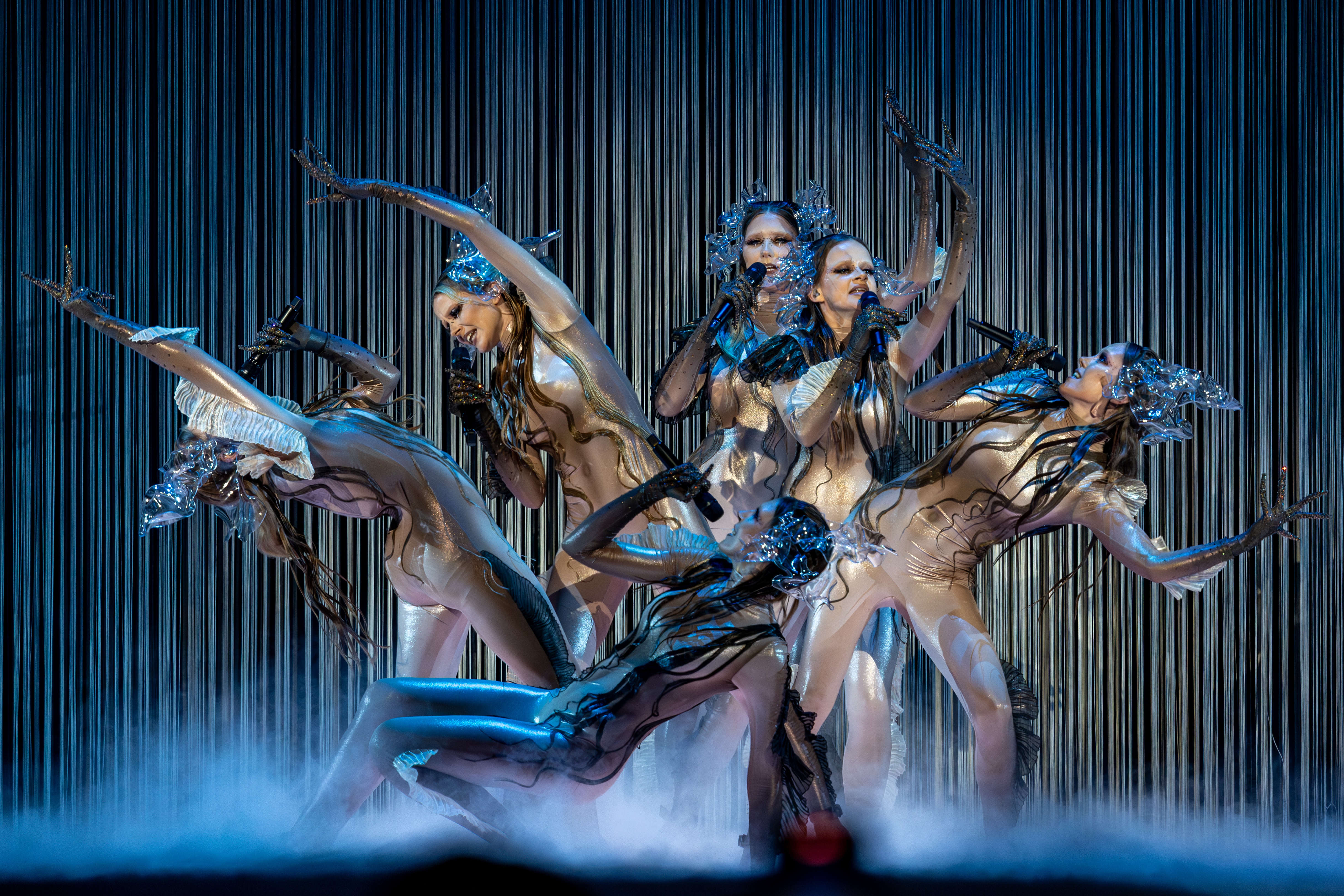
Tautumeitas bei ihrem Auftritt beim Eurovision Song Contest 2025 in Basel

Bur man laimi (deutsch Bring mir Glück) ist ein lettischsprachiges Lied, das von der lettischen Folk-Gruppe Tautumeitas interpretiert wurde. Sie textete und komponierte den Titel mit Elvis Lintiņš. Mit dem Lied vertrat sie Lettland beim Eurovision Song Contest 2025 in Basel.

## Hintergründe
Bereits im November 2024 wurden Tautumeitas als Teil der kommenden Ausgabe von Supernova vorgestellt, die als lettische Vorentscheidung zum Eurovision Song Contest gilt. Der von Latvijas Televīzija ausgetragene Wettbewerb begann mit dem Halbfinale am 2. Februar 2025. Aus diesem konnte sich die Gruppe erfolgreich für das Finale qualifizieren. Dieses fand am 8. Februar statt. Tautumeitas erhielten in dieser von der Jury 8 Punkte und somit den dritten Platz, von den Zuschauern jedoch die meisten Anrufe, was in einem Patt von drei Teilnehmern mit je 18 Gesamtpunkten endete. Da jedoch die Gesamtzahl der Telefonanrufe in solch einer Situation ausschlaggebend ist, wurde die Gruppe zum Sieger erklärt.
Der Titel wurde von den Mitgliedern Aurēlija und Asnate Rancāne, Līcīte und Zvaigznīte der Gruppe getextet. Komponiert wurde er ebenfalls von Rancāne, Rancāne, Līcīte und von Elvis Lintiņš. Das gesamte Team produzierte das Lied.

## Inhaltliches
Bur man laimi ist ein Folksong in lettischer Sprache. Laut der Gruppe enthalte der Text Sprichwörter aus dem Lettischen, die Glück bringen sollen. Der Refrain enthält einen Vergleich zwischen Brücken, die aus Eiche und Brücken, die aus Stahl gebaut wurden. Die Gruppe erklärte, dass Brücken aus Stahl, die von Anderen gefertigt werden, eines Tages rosten würden, und dass Brücken aus Eiche aufblühen und bleiben würden. Die Bedeutung dieser Zeilen sei, dass man nicht mit Stärke und Kraft kommuniziere, sondern mit Liebe und Hingabe zur Natur.

„Ļaudis dara vara tiltu, es ozola darināj

Ļaudīm vara sarūsēja, ozoliņa salapoj“

„Andere machen Brücken aus Stahl, ich helfe einer Eiche, zu wachsen

Die Brücke aus Stahl rostet, meine Eiche wächst immergrün“

## Veröffentlichung
Bur man laimi wurde als Musikstream am 4. Dezember 2024 veröffentlicht. Ein Musikvideo erschien am 18. Dezember. Es wurde von Dārta Apsīte gedreht.

## Beim Eurovision Song Contest
Mit dem Titel nahm Lettland am Eurovision Song Contest teil. Das Land trat hierbei mit Startnummer 4 im zweiten Halbfinale am 15. Mai 2025 an. Von diesem konnte es sich erfolgreich für das Finale qualifizieren. Dort erreichte es den 13. Platz, wobei es einen Großteil der Punkte von den Jurys erhielt.

## Chartplatzierungen
| ChartsChartplatzierungen | Höchstplatzierung | Wochen |
| ------------------------ | ----------------- | ------ |
| Schweiz (IFPI)           | 97 (1 Wo.)        | 1      |